# نوک‌زورقی
نوک‌زورقی (نام علمی: Machaerirhynchus) نام یک سرده از راسته گنجشک‌سانان است.

## گونه‌ها
- نوک‌زورقی سینه‌سیاه, M. nigripectus, یافت شده در گینه نو
- نوک‌زورقی سینه‌زرد, M. flaviventer, یافت شده در شمال استرالیا